# Mónica Pont
Mónica Pont Chafer (Bufali, 3 juni 1969) is een voormalige Spaanse langeafstandsloopster, die gespecialiseerd was in de marathon. Ze nam eenmaal deel aan de Olympische Spelen, maar won hierbij geen medailles.

## Loopbaan
In 1993 werd Pont Spaans kampioene op de marathon van Valencia. Haar grootste prestatie is het winnen van de marathon van Rotterdam in 1995. Met een tijd van 2:30.34 arriveerde ze als eerste op de Coolsingel. Later dat jaar werd ze met 2:31.53 zesde op de marathon bij de wereldkampioenschappen in Göteborg.
Het jaar erop verbeterde Mónica Pont haar persoonlijk record bij de marathon van Osaka. Ook nam ze dat jaar deel aan de Olympische Spelen van 1996 in Atlanta. Met een tijd van 2:33.27 moest ze genoegen nemen met een veertiende plaats.
Op de WK van 1999 in Sevilla eindigde zij op de marathon op een 21e plaats.
In haar actieve tijd was Pont aangesloten bij Caixa Ontinyent.

## Titels
- Spaans kampioene marathon - 1993

## Persoonlijke records
Baan
| Onderdeel | Prestatie | Datum        | Plaats  |
| --------- | --------- | ------------ | ------- |
| 5000 m    | 16.15,72  | 28 juni 1996 | Málaga  |
| 10.000 m  | 32.51,33  | 15 juli 1993 | Buffalo |

Weg
| Onderdeel      | Prestatie | Datum             | Plaats       |
| -------------- | --------- | ----------------- | ------------ |
| 10 km          | 34.11     | 16 april 2000     | Barcelona    |
| 15 km          | 52.25     | 3 mei 1998        | La Courneuve |
| 10 Eng. mijl   | 54.53     | 20 september 1998 | Newry        |
| halve marathon | 1:12.27   | 8 februari 1998   | Barcelona    |
| marathon       | 2:27.53   | 28 januari 1996   | Osaka        |

## Palmares

### 10.000 m
- 1993: 6e 10.000 m van Buffalo - 32.51,33

### 10 km
- 1997:  10 km van Madrid - 33.26

### 15 km
- 1998: 15e 15 KM van La Courneuve - 52.25

### 10 Eng. mijl
- 1998: 4e 10 EM van Newry - 54.53

### halve marathon
- 1993: 21e WK in Brussel - 1:12.53
- 1995:  halve marathon van Canals - 1:12.11
- 1997: 30e WK in Košice - 1:12.51
- 1998:  halve marathon van Barcelona - 1:12.27
- 1999: 35e WK in Palermo - 1:15.12

### marathon
- 1993: 6e marathon van San Sebastian - 2:31.21
- 1993:  Spaanse kampioenschappen in Valencia - 2:35.30
- 1994: 6e Boston marathon - 2:29.36
- 1995:  marathon van Rotterdam - 2:30.34
- 1995: 6e WK - 2:31.53
- 1996: 4e marathon van Osaka - 2:27.53
- 1996: 14e OS - 2:33.27
- 1997: 9e marathon van New York - 2:36.04
- 1998: 8e marathon van Nagoya - 2:29.10
- 1999: 21e WK - 2:36.57
- 2000: 4e marathon van Wenen - 2:34.50